# 계룡대
계룡대(鷄龍臺)는 충청남도 계룡시 신도안면 부남리에 있는 대한민국 국군의 3군 통합 군사 기지이다.
군 전략상 안정성을 확보하고, 국토를 균형있게 발전시키려는 군사적·사회적 측면을 고려해 1983년부터 '6·20계획'이란 암호명으로 추진되었다. 1989년 7월 육군 본부와 공군 본부가 입주한 뒤, 1993년 6월 해군 본부의 이전이 완료되면서 3군의 새로운 통합기지가 되었다. 총 면적은 약 690만 평이다.

## 3군 통합 본부로서의 계룡대
- 근현대사 디지털 아카이브 중 근현대사 주요사적지에서는 다음과 같이 계룡대를 소개하였다.

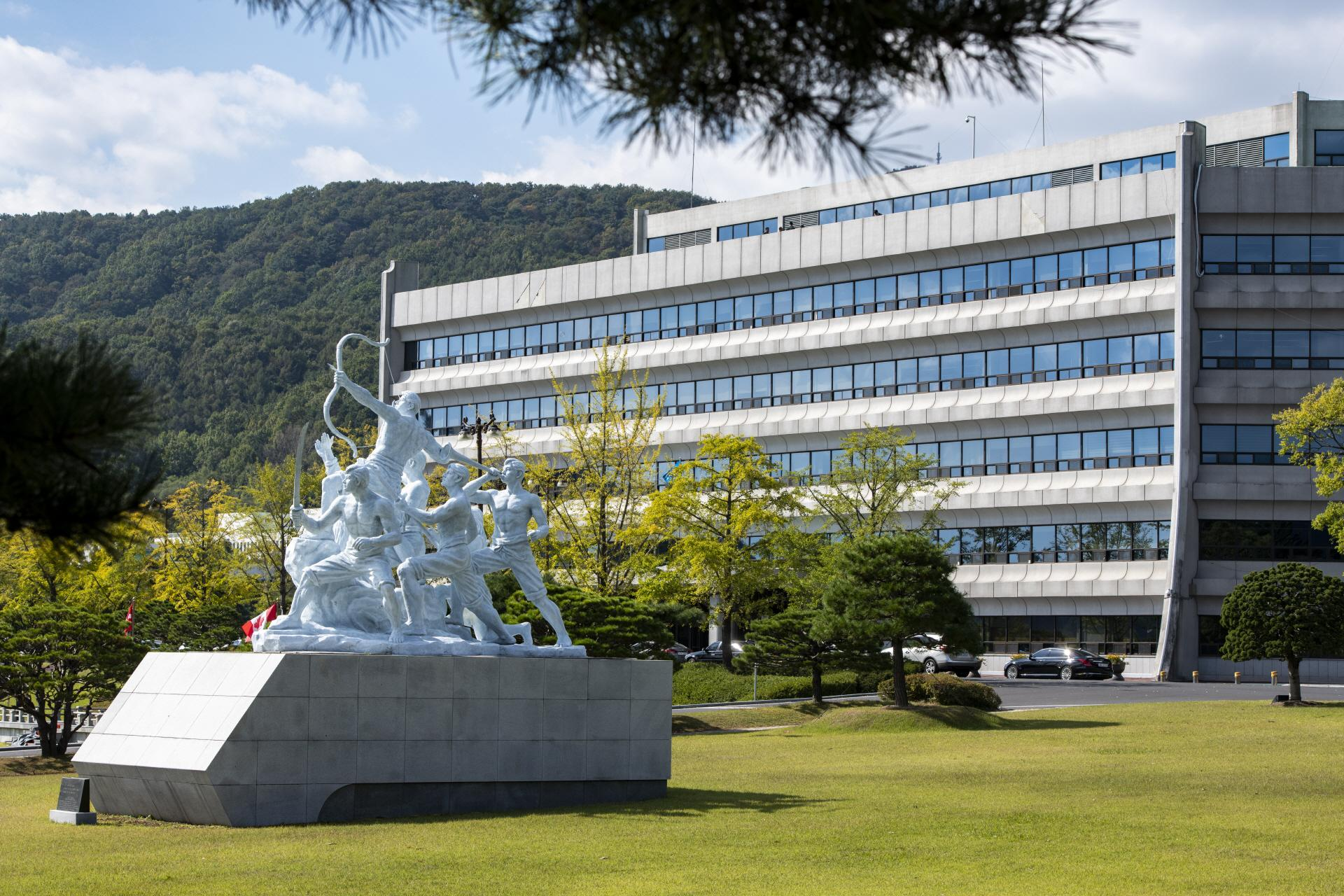
계룡대 3군통합사령부 건물(충남 계룡시 2018.10.11. 대한민국역사박물관 소장)

- 과거 육군본부는 서울특별시 용산구 삼각지에 위치하였고, 해군본부는 서울특별시 영등포구 신길동에 공군본부는 서울특별시 동작구 대방동에 위치해 있었다. 1989년에 육군본부와 공군본부가, 1993년에 해군본부가 충남 계룡시에 위치한 계룡대로 이전면서 계룡대는 새로운 3군의 통합 본부가 되었다.[1]
- 계룡대 부대의 총 면적은 690만 평으로 자연과 어우러져있는 모습을 볼 수 있다. 본청이라 불리는 본부 건물은 팔각형의 모습을 가지고 있으며 지하 3층 지상 5층으로 지어졌다. 한민족의 번영과 약진을 상징하는 통일탑과 주거시설을 비롯하여 군인가족들의 복지를 위한 여러 시설들이 갖추어져 있다. 각군의 본부는 각군의 최고 기관으로서 군을 총괄하고 군의 정책, 군의 편성, 인사, 군수 작전 지원 등 군의 운영에 관한 사항을 소관업무로서 다루고 있다.[1]

## 조직 구성

### 육군본부
- 육군본부(陸軍本部, Republic of Korea Army Headquarters, 약칭: 육본)는 대한민국 육군을 총괄하는 기구이다. 1948년 9월 5일 발족하였으며, 충청남도 계룡시에 위치하고 있다. 기관장은 대장급 육군군인으로 보한다.

- 국군조직법 제14조 제1항과 육군본부 직제 제2조에 설치 근거를 두고 있다.
- 육군의 정책, 군사력 건설의 소요(所要) 능력 요청, 육군의 편성, 교육·훈련, 인사, 군수, 동원, 예비군, 작전지원 및 그 밖에 육군의 운영에 관한 사항에 대해서 소관한다.
- 총장이 속해 있는 특별 참모부와 차장이 속해있는 일반참모부로 나뉜다. 특별 참모부는 비서실, 공보정훈실, 감찰실, 법무실, 군사경찰실, 시설실, 의무실, 군종실, 육군개혁실로 구성되고 일반 참모부는 기획관리참모부, 인사참모부, 정보작전지원참모부, 군수참모부, 정보화기획실, 동원참모부로 구성된다.

- 2021년 12월 10일 기준 현 육군참모총장은 남영신 대장이다.

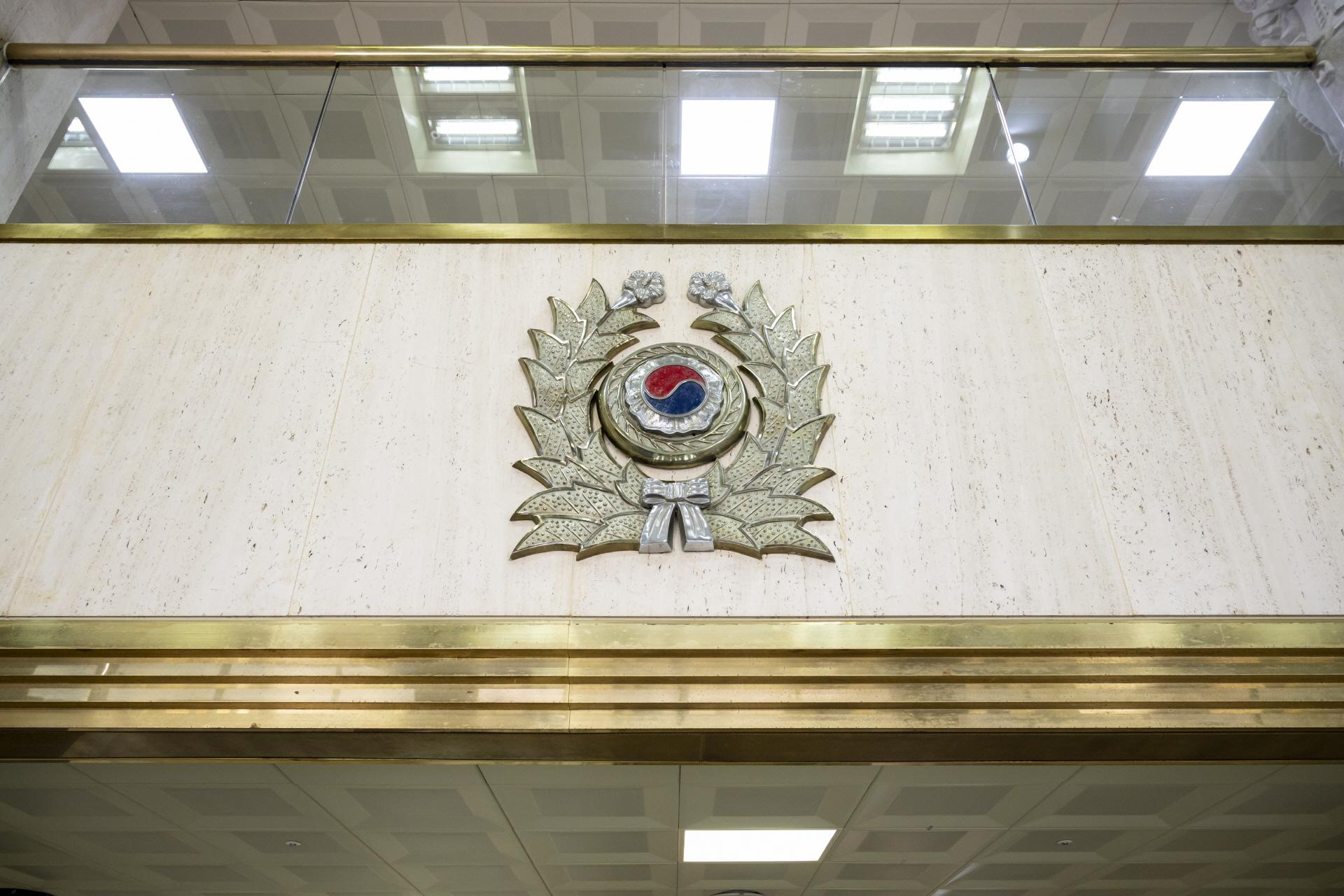
계룡대 3군총합사령부 내 육군 상징(충남 계룡시 2018.10.11. 대한민국역사박물관 소장)

#### 직할 부대
- 육군사관학교
- 육군3사관학교
- 육군수도방위사령부

- 육군인사사령부
- 육군군수사령부
- 육군교육사령부
- 육군항공작전사령부
- 미사일사령부
- 동원전력사령부
- 특수전사령부

### 해군본부
- 해군본부(海軍本部, Republic of Korea Navy Headquarters, 약칭: 해본)는 대한민국 해군을 총괄하는 기구이다. 1948년 9월 5일 발족하였으며, 충청남도 계룡시에 위치하고 있다. 기관장은 대장급 해군군인으로 보한다.
- 국군조직법 제14조 제1항과 해군본부 직제 제2조에 설치 근거를 두고 있다.
- 해군의 정책, 군사력 건설의 소요(所要) 제기, 해군의 편성, 교육·훈련, 인사, 군수, 동원, 예비군, 작전지원 및 그 밖에 해군의 운영에 관한 사항에 대해서 소관한다.
- 총장이 속해 있는 특별 참모부와 차장이 속해있는 일반참모부로 나뉜다. 특별 참모부는 비서실, 정책실, 감찰실, 시설실, 공보정훈실, 의무실, 법무실, 군종실, 해병보좌관으로 구성되고 일반 참모부는 기획관리참모부, 인사참모부, 정보작전지원참모부, 군수참모부, 정보화기획참모부로 구성된다.
- 2021년 12월 10일 기준 현 해군참모총장은 부석종 대장이다.

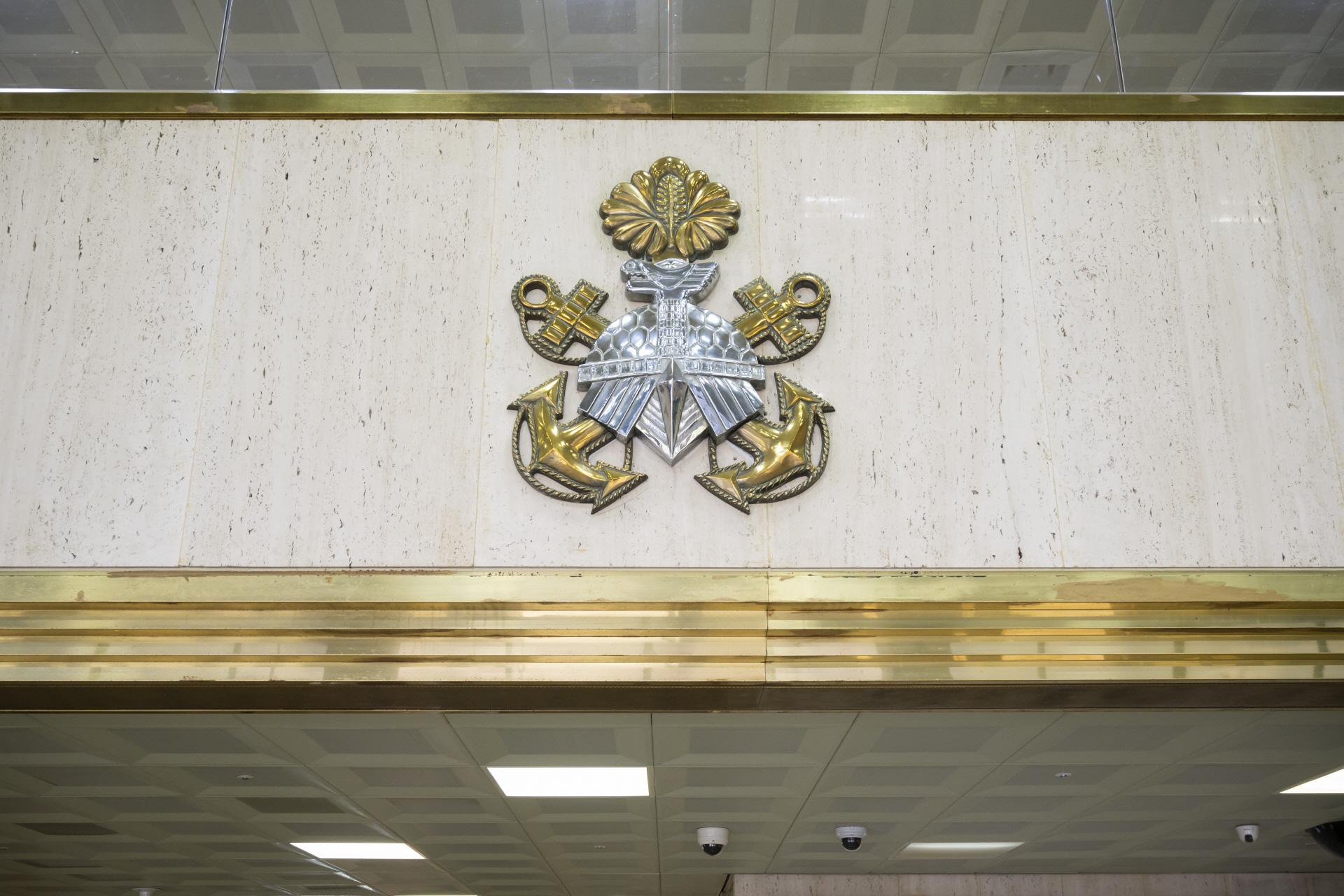
계룡대 3군통합사령부 내 해군 상징(충남 계룡시 2018.10.11. 대한민국역사박물관 소장)

#### 직할 부대
- 해군사관학교
- 해군작전사령부

- 해군군수사령부
- 해군교육사령부
- 진해기지사령부
- 해병대사령부

### 공군본부
- 공군본부(空軍本部, Republic of Korea Air Force Headquarters, 약칭: 공본)는 대한민국 공군을 총괄하는 기구이다. 1948년 10월 1일 발족하였으며, 충청남도 계룡시에 위치하고 있다. 기관장은 대장급 공군군인으로 보한다.
- 국군조직법 제14조 제1항과 공군본부 직제 제2조에 설치 근거를 두고 있다.
- 공군의 정책, 군사력 건설의 소요(所要) 제기, 공군의 편성, 교육·훈련, 인사, 군수, 동원, 예비군, 작전지원 및 그 밖에 공군의 운영에 관한 사항에 대해서 소관한다.
- 총장이 속해 있는 특별 참모부와 차장이 속해있는 일반참모부로 나뉜다. 특별 참모부는 비서실, 감찰실, 시설실, 공보정훈실, 의무실, 법무실, 군종실로 구성되고 일반 참모부는 기획관리참모부, 인사참모부, 정보작전지원참모부, 군수참모부, 정보화기획실로 구성된다.
- 2021년 12월 10일 기준 현 공군참모총장은 박인호 대장이다.

계룡대 3군통합사령부 내 공군상징(충남 계룡시 2018.10.11. 대한민국역사박물관 소장)

#### 직할 부대
- 공군사관학교
- 공군작전사령부

- 공군군수사령부
- 공군교육사령부

### 계룡대근무지원단
- 계룡대근무지원단(鷄龍臺勤務支援團, 영어: Gyeryongdae Service Support Corps)은 각군의 본부에 대한 근무지원, 시설, 운송 지원 등을 위해서 설립된 부대로 계룡대에 위치하고 있다.
- 계룡대근무지원단령에 설치 근거를 두고 있다.
- 단장은 준장으로 보하였으나 우리 군의 장성급 인사의 축소로 인해 현재는 군무원이 단장으로 있다.
- 본부 내에는 행정 병력으로 구성된 지원대대가 있고, 그밖에 경비전담인 경비중대, 여군대대 등의 특수직능부대도 있으며, 각 군 본부에 시설, 수송, 의무 등의 병과는 근무지원단 소속 해당 군 출신 병을 파견 형식으로 배치한다.

- 2021년 12월 10일 기준 현 근무지원단장은 조태환(예비역 대령) 이사관이다.

- 역대 단장 중 35대 공군참모총장과 40대 함동참모의장과 46대 국방부 장관을 역임한 정경두 (당시) 준장이 있다.
- 22명의 지휘관 중 대부분을 해병대에서 역임하였다.

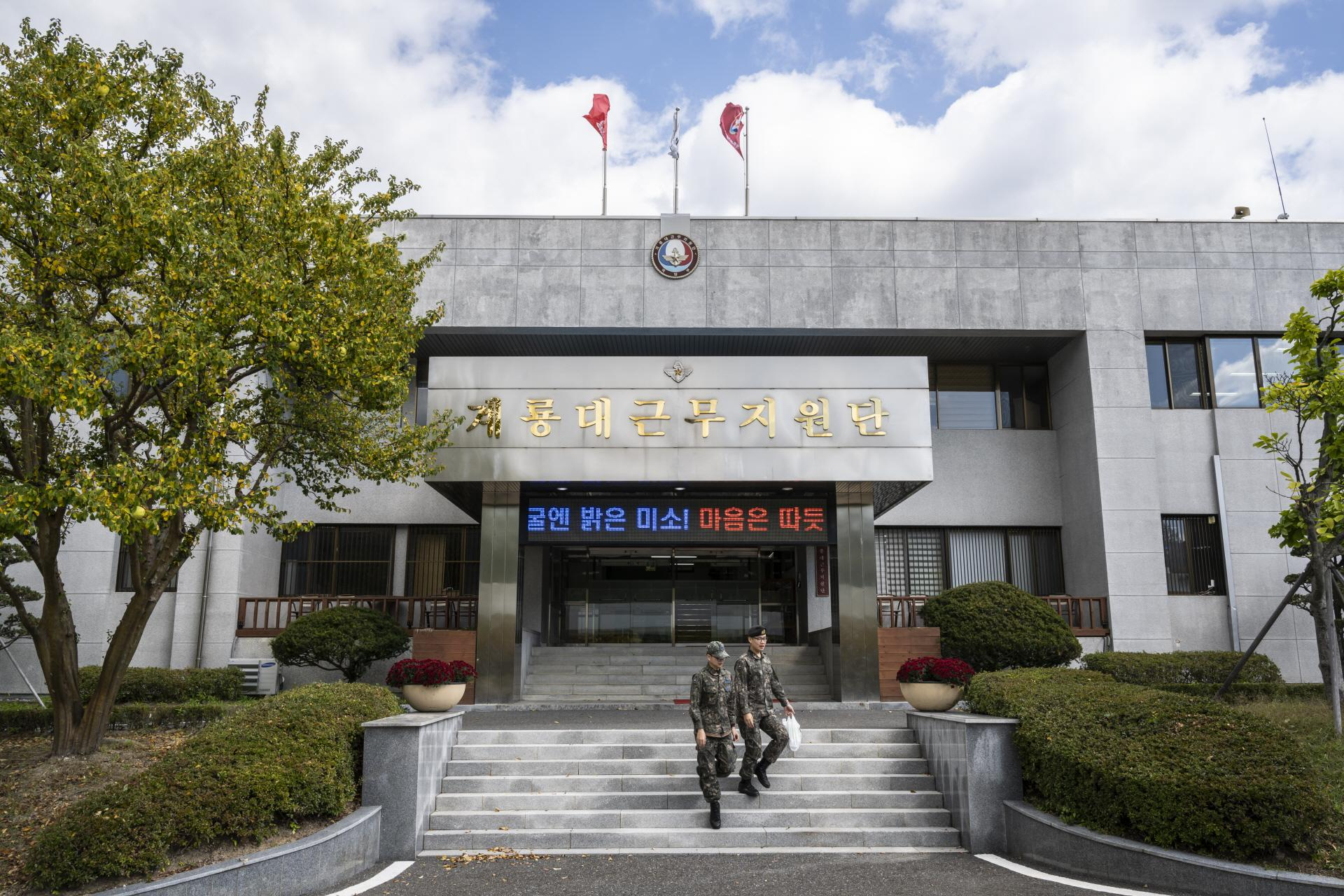
계룡대근무지원단(충남 계룡시 2018.10.11. 대한민국역사박물관 소장)

#### 주요 업무
- 육군본부·해군본부 및 공군본부(이하 "각군본부"라 한다)지역에 대한 경호·경비
- 각군본부의 주요행사 지원
- 각군본부의 차량유지·관리 및 수송지원
- 각군본부 지역(이하 "계룡대"라 한다) 안의 각종 시설 및 국유재산의 관리
- 각군본부 소속 병에 대한 내무생활 관리 및 교육훈련
- 계룡대 안의 편의시설 및 복지시설의 관리·운영
- 기타 각군본부에 대한 근무지원

### 이외 부대시설
- 국군계룡대지구병원
- 법무실 및 군사법원
- 군사경찰대대
- 무궁화회관
- 전투수영장
- 본부 교회
- 삼위일체 성당
- 법당

## 기타 시설

### 군인 아파트
- 해미르아파트, 품안마을아파트, 해군아파트가 있다. 과거에는 육군아파트, 공군아파트, 해군아파트였으나 아파트 재건축을 통해서 공군아파트와 해군아파트는 새롭게 지어진 해미르아파트와 품안마을아파트가 되었고 해군아파트만 현재 옛 건물을 리모델링하여 사용하고 있고 일부는 독신자 숙소로 이용되고 있다.

### 학교
- 용남초등학교, 용남중학교, 용남고등학교가 아파트 단지 안에 있어 고등학교를 제외하고는 100% 군자녀로만 이루어진 학교이고 고등학교의 경우 계룡에 계룡고등학교와 용남고등학교 2개밖에 존재하지 않아 용남고등학교는 100% 군자녀로만 이루어지지는 않는다.

### 계룡대 쇼핑타운
- 군인 가족들의 복지를 위해서 아파트 단지 내에 계룡대쇼핑타운이 존재한다. 각종 물건들을 판매하는 마트와 서점, 문구점 식당 등이 있고 이외에도 복지를 위한 수영장과 카페, 편의점이 있다.

## 계룡 세계 군문화 축제(지상군 페스티벌)

### 지상군 페스티벌
- 지상군 페스티벌은 대한민국에서 주관하고 시행하는 군 문화 축제로 충청남도 계룡시에서 열린다.

### 개최 배경
- 육·해·공군 3군본부가 모여 있는 국방수도 계룡에서는 민과 군이 하나된 평화와 화합의 메시지를 전하고자 지난 2007년부터 매년 계룡군문화축제를 개최하고 있다.[2]

### 계룡군문화발전재단
- 문화와 국방 모범도시를 지향하는 계룡시의 지역 특색을 살려 군 문화의 보편화와 대중화를 선도하고 관련 산업의 육성 발전 등 지역발전에 이바지함을 목적으로 하고있다.[3]

### 행사 프로그램
- 전시 및 관람 - 계룡시 홍보관, 공군 홍보관, 해군 홍보관, UN 홍보관, EXPO 홍보관 등을 운영하고 있다.[4]
- 공연 및 시범 - 개막 축하공연, 육,해,공, 해병 및 외국군의 의장대 시범 공연, 퍼레이드, 외국군 군악대 초청 공연 등이 있다.[5]
- 체험 - 용도령열차타고 계룡대투어, 해군홍보 체험관, 공군홍보 체험관, 소방구급체험, 군문화축제걷기행군, 서바이벌 전투 체험, 아빠와 1박2일 병영체험 등이 있다[6]
- 부대 행사 - 전국사진촬영대회, 계룡산 안보 등반 대회, 밀리터리 패션 쇼 등이 있다.[7]

## 같이 보기
- 육군본부, 육군참모총장
- 해군본부, 해군참모총장
- 공군본부, 공군참모총장
- 계룡시

## 참고 문헌
- 박초롱.(2015).[대한민국 軍의 심장 계룡대] 왕도를 품었을 명당, 군대를 품다.월간 샘터,104-105.
- 김민욱.(2013).제11회 지상군 페스티벌 계룡대서 특별한 軍 축제… 육군의 모든 것 타고, 보고, 만진다.국방과 기술,(417),26-29.

1. 1 2  “근현대사 주요 사적지 | 대한민국역사박물관 근현대사아카이브”. 2021년 12월 11일에 확인함.
2. ↑  계룡시. “계룡軍문화발전재단”. 2021년 12월 11일에 확인함.
3. ↑  계룡시. “계룡軍문화발전재단”. 2021년 12월 11일에 확인함.
4. ↑  계룡시. “계룡軍문화발전재단”. 2021년 12월 11일에 확인함.
5. ↑  계룡시. “계룡軍문화발전재단”. 2021년 12월 11일에 확인함.
6. ↑  계룡시. “계룡軍문화발전재단”. 2021년 12월 11일에 확인함.
7. ↑  계룡시. “계룡軍문화발전재단”. 2021년 12월 11일에 확인함.